# Corazzieri
Corazzieri, kyrassiärer, är ett elitförband inom Carabinieri, Italiens gendarmeri, som utgör både ceremoniellt livgarde och reellt personskydd för Republikens president vid Quirinalpalatset och vart än denne reser i ämbetet.
Deras motto är "Virtus in periculis firmior", som på svenska betyder mod blir starkare i fara.

## Bakgrund
Förbandet har anor från 1557 och har sin bakgrund som livgarde för huset Savojen, som från 1720 var kungar av Sardinien, och som senare i och med Italiens enande från 1861 till 1870 med Kyrkostatens annektering, blev hela landets kungadynasti. Monarkin avskaffandes, efter utfallet i en folkomröstning som hölls 1946. Förbandet knöts åter till Italiens, därefter republikanska, statschef 1948 på initiativ av Italiens andre president, Luigi Einaudi.

## Uppdrag
Carabinieri, som Corazzieri är en del av, är en militärt organiserad poliskår som samtidigt utgör ett eget vapenslag i Italiens väpnade styrkor.
För att kunna väljas ut bland Carabinieri till att ingå i Corazzieri måste den sökande vara minst 190 centimeter lång. Vidare erfordrads otvivelaktig personlig integritet och ett fläckfritt förflutet. Under 2017 tjänstgjorde den första personen med mörk hudfärg i Corazzieri, något som uppmärksammades i samband med påven Franciskus besök till Quirinalen.

## Galleri

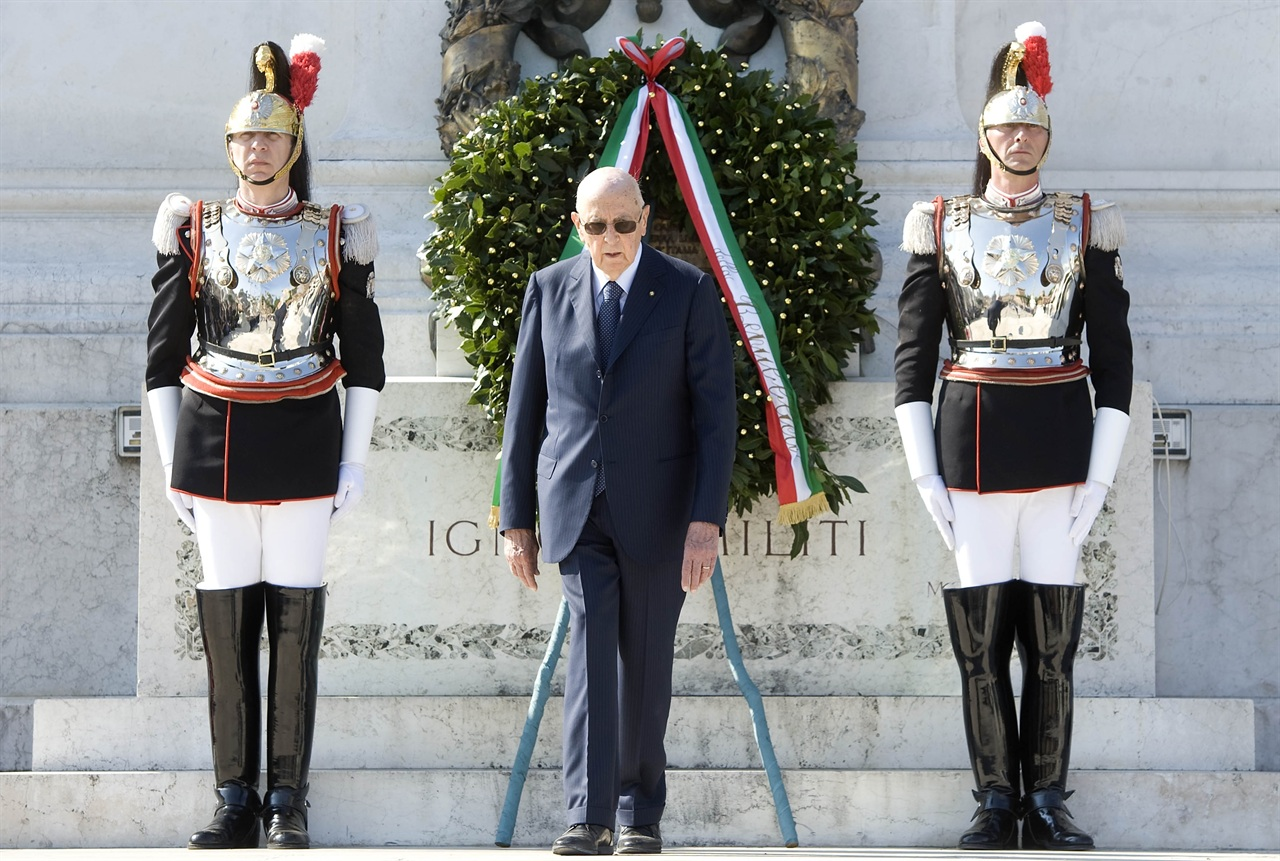
President Giorgio Napolitano, med Corazzieri, vid kransnedläggning på Viktor Emanuel-monumentet under republikens dag, 2 juni 2012.
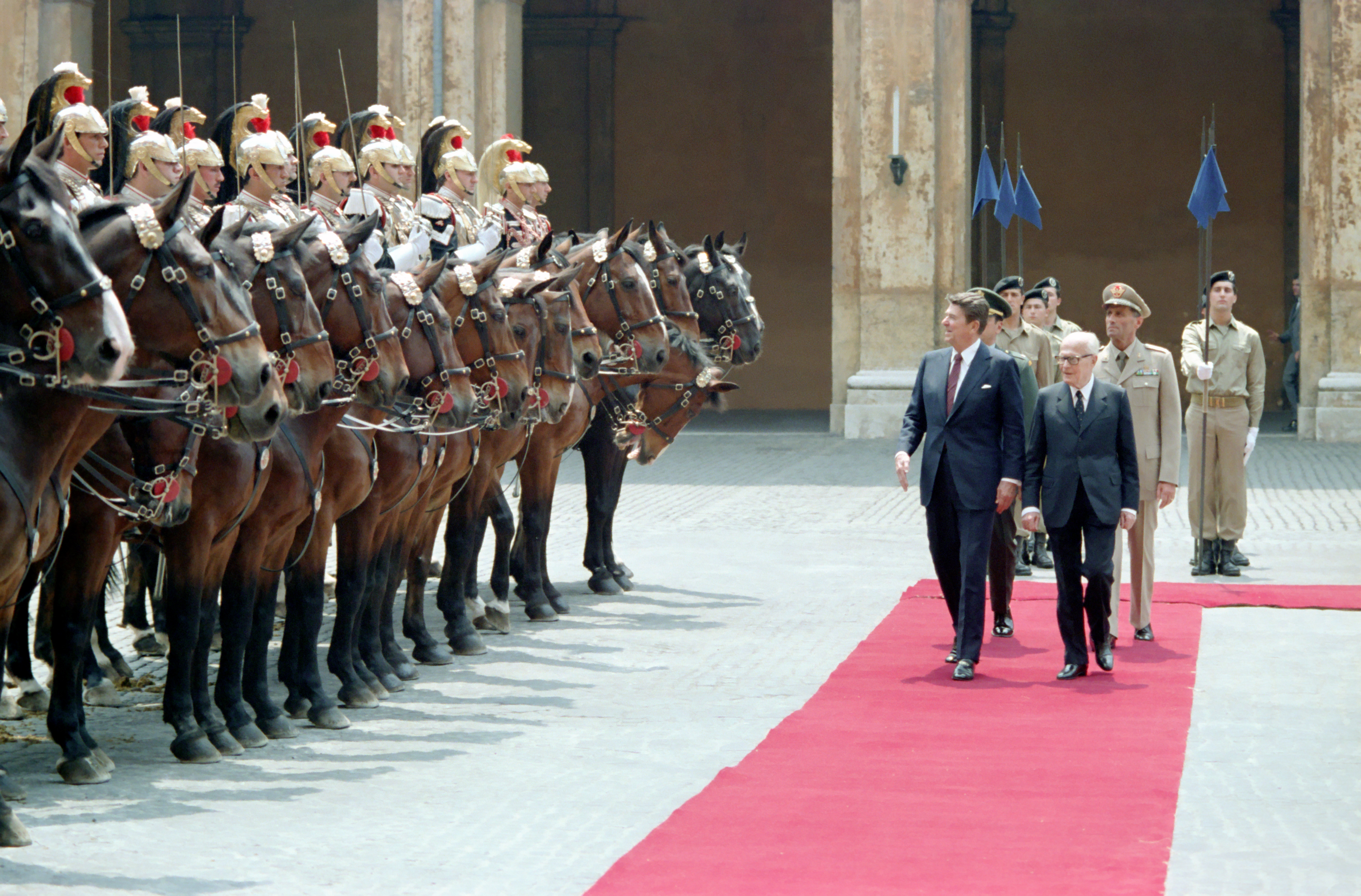
USA:s president Ronald Reagan och Italiens president Alessandro Pertini inspekterar hedersvakten på Quirinalpalatsets borggård, 6 juni 1982.
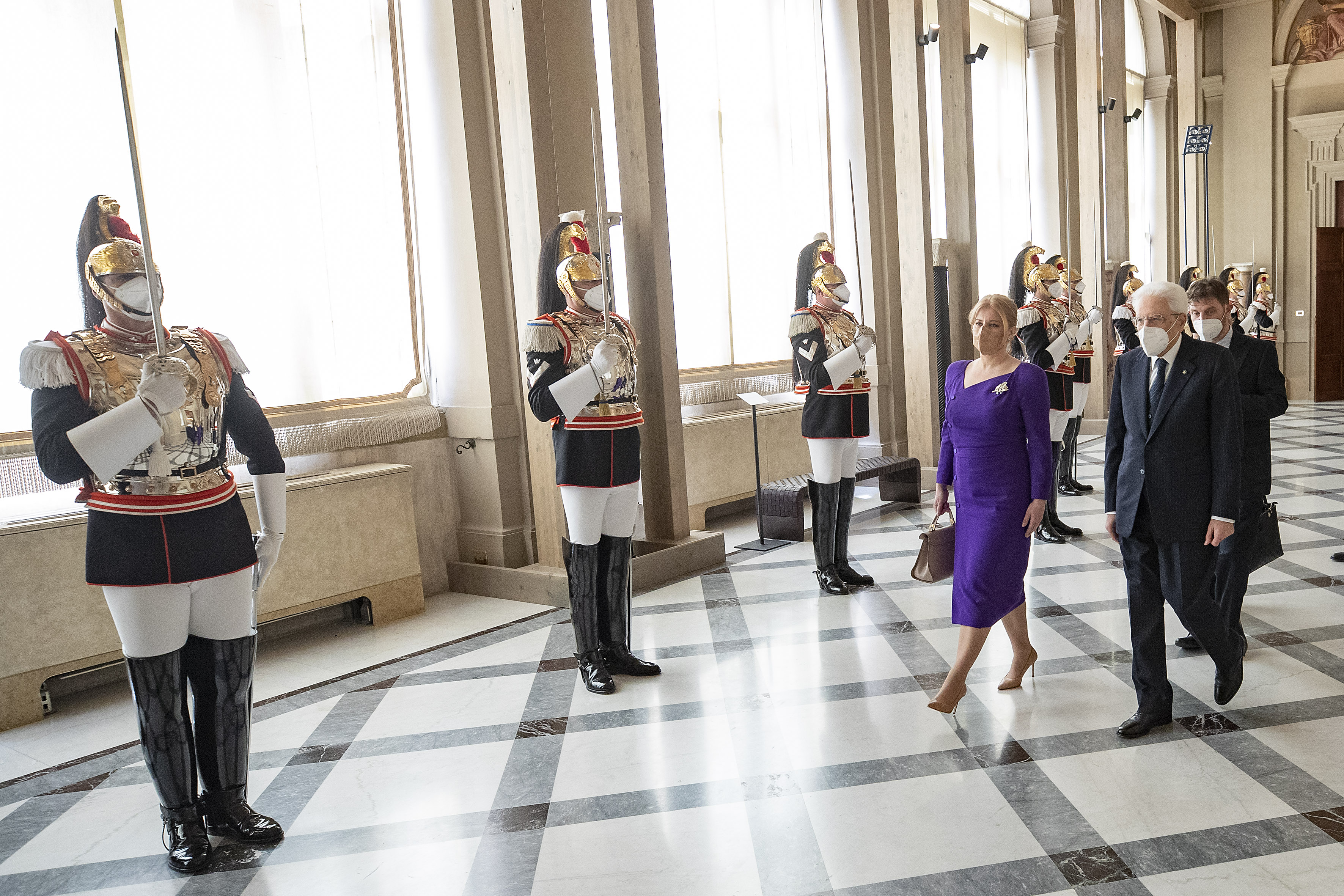
President Sergio Mattarella och Slovakiens president Zuzana Čaputová passerar uppställd hedersvekt i Quirinalpalatset, 20 april 2022.
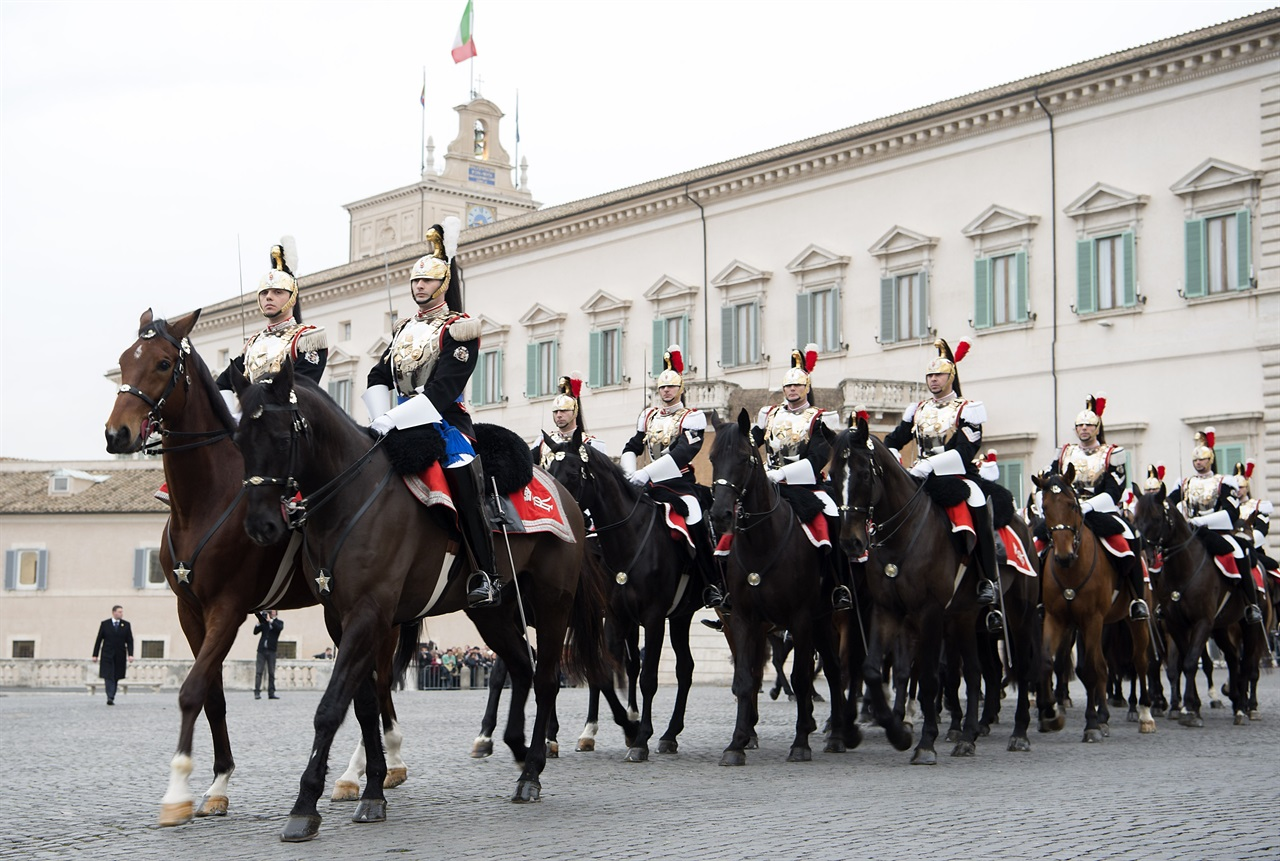
Till häst utanför Quirinalpalatset, 6 januari 2016.
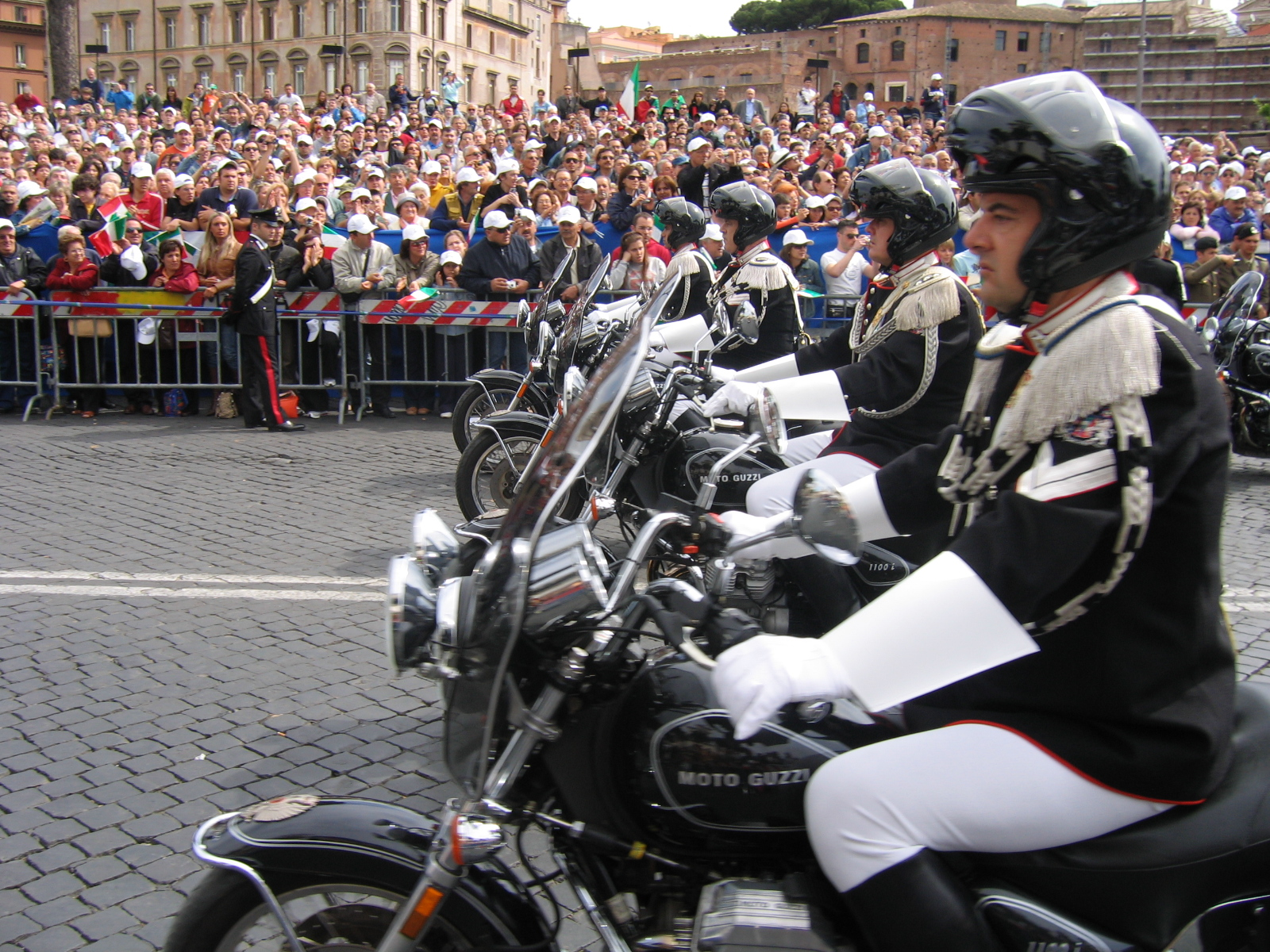
Corazzieri på motorcyklar av fabrikat Moto Guzzi.